# Vernon Valentine Palmer
Vernon Palmer (Vernon Valentine Palmer) é jurista e acadêmico norte-americano, professor da cátedra "Thomas Picles", vinculada à Faculdade de Direito da Universidade de Tulane e  co-diretor do Centro de Direito Comparado Eason Weinmann, integrante dessa universidade. Ele é um especialista no Direito da tradição de civil law e em estudos sobre jurisdições mistas, com foco principal no Direito Internacional Comparado.
Em 2013, Vernon Palmer recebeu o grau acadêmico de Docteur Honoris Causa pela Universidade de Paris-Dauphine. No ano de 1995, ele recebeu a comenda de grande cavaleiro da Palmes Académiques. O Governo da República Francesa, em reconhecimento a seus serviços em prol da difusão da cultura jurídica francesa,em 2006, outorgou-lhe a Legião de Honra, a mais alta condecoração daquele país.

## Biografia
Vernon Palmer nasceu em Nova Orleans, Louisiana, Estados Unidos. Sua formação pré-universitária deu-se na New Orleans Academy e na Newman High School. Em 1958, ele concluiu o ensino médio na Jesuit Hight School.
Em 1962, Vernon Palmer obteve seu Bachelor of Arts e, em 1965, seu  Bachelor of Laws (com a distinção acadêmica Law Review Honors), ambos pela Universidade de Tulane. Posteriormente, obteve seu LL.M em 1966 na Yale Law School, onde recebeu a bolsa Sterling Fellowship.
Na sequência de sua formação acadêmica, Vernon Palmer mudou-se para o Reino Unido e doutorou-se no prestigiado Pembroke College, da Universidade de Oxford, em 1985. Sua tese doutoral em Oxford foi um estudo histórico intitulado "O pathos da privity: a história do terceiro favorecido nos contratos no Direito inglês".

## Produção acadêmica e atividade profissional
Ele é  autor de numerosos livros e artigos jurídicos, dentre os quais  A Ascensão do Dano Moral no Direito Europeu dos Contratos. Além de exercer uma atividade acadêmica e jurídica intensa em Nova Orleans, Palmer tem servido como assessor e consultor para assuntos constitucionais ao Reino do Lesoto e à República de Madagáscar.
Os trabalhos de Vernon Valentine Palmer começam a ser traduzidos para a língua portuguesa, ao estilo de seu artigo "Danos Morais: O despertar francês no século XIX", traduzido por Otavio Luiz Rodrigues Junior e Thalles R. Alciati Vallim, publicado na Revista de Direito Civil Contemporâneo.